# Tuğçe Güder
Tuğçe Güder (Soedan, omstreeks 1984) is een voormalig Turks model. 

## Levensloop

### Biografie
Güder werd rond 1984 geboren op het platteland van Soedan. Als twee weken oude baby werd ze geadopteerd door Turkse ouders. Op 17-jarige leeftijd maakte ze haar intrede in de modellenwereld.  

### Carrière
In 2005 deed Güder mee aan de verkiezingen van ‘Best Model of Turkey’. Ze won deze verkiezing en vertegenwoordigde Turkije in de verkiezingen van ‘Best Model of the World’. 
Güder houdt zich sinds 2008 vooral bezig met liefdadigheidsprojecten, zoals het vergroten van de maatschappelijke bewustzijn met betrekking tot verwaarloosde kinderen in ontwikkelingslanden.

### Privé
Güder trouwde in 2008 met restauranteigenaar Uğur Karas. Na haar huwelijk stopte ze haar modellenwerk en richtte ze zich vooral op het bieden van liefdadigheidswerk. In 2013 maakte ze haar bedevaart naar Hadj en begon ze de hidjab te dragen.

## Filmografie
- G.O.R.A. (2004)
- Kiz babasi (2006)
- Denisa feat. Ender Çabuker: Alamazsin (2018)